# Річард Чарльз Томпсон
Річард Чарльз Томпсон — морський біолог, який досліджує морське сміття. У Плімутському університеті він є директором Морського інституту, професором морської біології та керівником Міжнародного дослідницького підрозділу морського сміття. Томпсон ввів термін «мікропластик» у 2004 році.  У 2025 році журнал Time включив його до списку 100 найвпливовіших людей світу.

## Освіта
Томпсон здобув освіту в Ньюкаслському університеті та Ліверпульському університеті, де у 1996 році отримав ступінь доктора філософії.

## Кар'єра та дослідження
Стаття Томпсона «Загублені в морі: де весь пластик?», опублікована в журналі Science у 2004 році, була першою, в якій було використано термін «мікропластик», який з того часу став загальновживаним.
З 2010 року він є професором морської біології в Плімутському університеті. З 2018 року він також є директором Морського інституту, що входить до складу Школи біологічних та морських наук Університету. Він також очолює Міжнародний дослідницький підрозділ морського сміття Університету.
Він є співкоординатором Коаліції вчених за ефективний договір про пластик, а у вересні 2024 року очолив подальше дослідження, також опубліковане в Science , в якому зазначалося, що після двох десятиліть досліджень мікропластику світ має достатньо доказів для узгодження глобальних дій щодо його боротьби.

## Публікації
- Thompson, Richard. (2006). Plastics. In: Dominant Wave Theory. By Andrew Hughes. Pp. 112–116. London: Booth-Clibborn, 2006. ISBN 9781861542847. New York: Abrams, 2007. ISBN 9780810993099.
- "Marine Strategy Framework Directive: TaskGroup 10 Report: Marine Litter." Luxembourg: Publications Office of the European Union, 2010. Galgani, F., Fleet, D., van Franeker, J., Katsanevakis, S., Maes, T., Mouat, J.Oosterbaan, L., Poitou, I., Hanke, G., Thompson, R.,  Amato, E., Birkun A., and Janssen, C. ISBN 978-92-79-15653-3.
- Marine Debris as a Global Environmental Problem: Introducing a solutions based framework focused on plastic: A STAP Information Document: November 2011. Washington, DC: Scientific and Technical Advisory Panel, Global Environment Facility, 2011. Richard C. Thompson, Bruce E. La Belle, Hindrik Bouwman, and Lev Neretin. Thompson was lead author.
- Impacts of Marine Debris on Biodiversity: Current status and Potential Solutions. CBD Technical Series No. 67. Montreal: Secretariat of the Convention on Biological Diversity; Scientific and Technical Advisory Panel—GEF, 2012. ISBN 92-9225-444-8. Thompson was lead author.
- Readman, J.W., DeLuna, F. Ebinhaus, R., Guzman, A.N., Price A.R.G., Readman, E.E. Sheppard, A.L.S., Sleight, A.S. Strum, R. Thompson, R.C. Tonkin, A.Wolschke, H., Wright, R., and Sheppard, R.C. (2013) Coral Reefs of the World.
- Thompson, R.C. (2013) Plastics, Environment and Health. In: Accumulation: The Material Politics of Plastics. Edited by Gabrys, J., Hawkins, G. and Michael, M. Hardback: Routledge, 2013. ISBN 9780415625821. Paperback: Routledge, 2017. ISBN 9781138063068. Pp. 150–169.